# Citharichthys platophrys
Citharichthys platophrys är en fiskart som beskrevs av Gilbert, 1891. Citharichthys platophrys ingår i släktet Citharichthys och familjen Paralichthyidae. IUCN kategoriserar arten globalt som livskraftig. Inga underarter finns listade i Catalogue of Life.